# Țânțăreni (Gorj)
Ţânţăreni è un comune della Romania di 5866 abitanti, ubicato nel distretto di Gorj, nella regione storica dell'Oltenia.
Il comune è formato dall'unione di 4 villaggi: Arpadia, Chiciora, Florești, Țânțăreni.